# Fairytale (Kalafina)
Fairytale è un brano musicale del gruppo musicale giapponese Kalafina, pubblicato come loro terzo singolo il 24 dicembre 2008. Il brano è incluso nell'album Seventh Heaven, primo lavoro del gruppo. Il singolo ha raggiunto la nona posizione della classifica Oricon dei singoli più venduti in Giappone, vendendo 20 252 copie. Il brano è stato utilizzato come tema del sesto film di Kara no kyōkai.

## Tracce
CD Singolo SECL-735
1. fairytale
2. serenato
3. sprinter -instrumental-

## Classifiche
| Classifica (2008) | Posizione più alta |
| ----------------- | ------------------ |
| Giappone (Oricon) | 9                  |